# Australiformis
Australiformis es un género monotípico de acantocéfalos (gusanos parásitos de cabeza espinosa) que infestan a los marsupiales en Australia y Nueva Guinea. Contiene una sola especie, Australiformis semoni. Este género se parece a las especies del género Moniliformis pero se caracteriza por la falta de músculos espirales en la pared exterior del receptáculo de la probóscide, que está armada con 12 filas de 13 a 15 ganchos que se utilizan para adherirse al intestino delgado o grueso del huésped. El tronco de los gusanos hembra varía de 95 milímetros a 195 milímetros de largo y de 1,75 milímetros a 3,5 milímetros de ancho y tiene aproximadamente el doble del tamaño de los machos. La infestación por Australiformis puede causar gastritis granulomatosa ulcerativa debilitante.

## Taxonomía
Los rasgos morfológicos de un receptáculo de probóscide simple de doble pared, ocho glándulas de cemento cada una con un núcleo gigante, un cerebro en el extremo posterior del receptáculo de probóscide y canales lacunares dorsal y ventral colocan a este género con seguridad en el orden Moniliformida. No se han realizado pruebas genéticas en esta especie para confirmar esta clasificación. El género Australiformis Schmidt y Edmonds, 1989 fue creado para Moniliformis semoni ya que esta especie se diferenciaba de otras especies en Moniliformis y los otros géneros de la familia Moniliformidae, Promoniliformis, porque carecía de músculos espirales en la pared exterior del receptáculo de la probóscide. La multitud de marsupiales también es exclusiva de este género.
El género Australiformis lleva el nombre de Australia, la localidad de la especie. El género es monotípico, siendo la única especie, Australiformis semoni (von Linstow, 1898), siendo necesariamente la especie tipo. Linstow nombró a la especie semoni en honor al zoólogo alemán que la descubrió, Richard Semon.

## Descripción
| Medidas                                         | Hembra (mm)               | Macho (mm)           |
| ----------------------------------------------- | ------------------------- | -------------------- |
| Longitud de la probóscide                       | 0,640–0,800               | 0.600-0.840          |
| Ancho de la probóscide                          | 0,280–0,320               | 0.200-0.288          |
| Longitud del receptáculo de la probóscide       | 1.2-1.58                  | 1.0-1.7              |
| Ancho del receptáculo de la probóscide          | 0,3-0,48                  | 0,32-0,36            |
| Longitud del cuello                             | 0.225-0.240               | 0.150-0.240          |
| Ancho del cuello en la base                     | 0.200-0.270               | 0.200-0.270          |
| Longitud del tronco                             | 95-197                    | 46-80                |
| Ancho del tronco                                | 1.75-3.5                  | 2                    |
| Longitud de los lemniscos                       | 25-27                     | 20-25                |
| Tamaño del testículo anterior                   |                           | 2,7-3,2x0,75-1,0     |
| Tamaño del testículo posterior                  |                           | 2,5-3,2x0,75-1,0     |
| Tamaño de las glándulas de cemento              |                           | 0,64-1,2 x 0,44-0,72 |
| Tamaño de la bolsa de Saefftigen                |                           | 1,28x0,48-0,64       |
| Tamaño de los huevos                            | 0,080-0,086 × 0,035-0,044 |                      |
| Distancia de la campana uterina al poro genital | 1.95-2.2                  |                      |

La probóscide es larga e hinchada en el extremo anterior y se estrecha rápidamente hasta una base estrecha. La probóscide está armada con 12 filas de 13 a 15 anzuelos. Los primeros tres o cuatro ganchos de cada fila son grandes, alineados en filas rectas y tienen raíces bífidas, mientras que los otros 10 a 12 ganchos posteriores son pequeñas espinas sin raíces dispuestas en espiral por la probóscide. El primer gancho de cada fila está entre 40 y 56 μm de largo, el segundo tiene entre 50 y 60 μm de largo, el tercero tiene entre 42 y 50 μm de largo, el cuarto mide entre 42 y 54 μm de largo y las espinas restantes tienen entre 30 y 60 micras de largo. En la base de la probóscide hay un receptáculo de probóscide de doble pared con una pared exterior lisa que carece de fibras musculares dispuestas en espiral y un gran espacio entre las paredes. El cerebro está ubicado cerca del extremo posterior del receptáculo de la probóscide con retináculos perforando la pared del receptáculo de la probóscide lateralmente. Los músculos retractores de la probóscide perforan el extremo posterior del receptáculo de la probóscide.
El tronco es largo y muy delgado en el extremo anterior y se vuelve más grueso en el extremo posterior. No hay pseudosegmentación presente. Los principales canales lacunares longitudinales son dorsal y ventral, siendo el canal ventral muy estrecho. Los canales comisurales transversales están espaciados uniformemente y se conectan a los canales longitudinales principales. Los lemniscos (haces de fibras nerviosas sensoriales) son largos, delgados, torcidos y enrollados en la cavidad del cuerpo (no están unidos distalmente a la pared del cuerpo) y contienen de 10 a 15 núcleos gigantes cada uno. Se extienden entre un cuarto y un tercio de la longitud del cuerpo.
Las hembras son alrededor del doble de largas que los machos. Los huevos son ovalados con tres membranas aparentes. La membrana externa es gruesa con la excepción del extremo anterior donde es delgada y a menudo dentada y el extremo posterior que generalmente está cubierto de pequeños puntos en la superficie externa con una protuberancia en la superficie interna. La segunda membrana es muy delgada y la tercera membrana es gruesa. Los machos tienen un poro sensorial a cada lado del cuello. Los machos también tienen ocho glándulas de cemento ovales, cada una con un solo núcleo gigante, y poseen una bolsa de Saefftigen justo detrás de los testículos. Los testículos son ovalados en tándem y se encuentran cerca del extremo posterior del tronco. El poro genital se encuentra en el extremo terminal del tronco en ambos sexos.

## Distribución
La distribución de A. semoni está determinada por la de sus huéspedes. A. semoni se ha encontrado en varias provincias de Australia, incluidas Queensland, Nueva Gales del Sur y Tasmania. Este parásito también se ha encontrado en Boroko, Papúa Nueva Guinea. La localidad tipo es la región del río Burnett en el sureste de Queensland, Australia.

## Huéspedes
A. semoni parasita marsupiales australianos y de Nueva Guinea, incluido el huésped tipo, el bandicut marrón del sur (Isoodon obesulus) y especies relacionadas como el bandicut marrón del norte (Isoodon macrourus), el bandicut de hocico largo (Perameles nasuta), el bandicut rayado (Perameles gunnii), bandicut espinoso (Echymipera kalubu), fascogalo de cola de cepillo (Phascogale tapoatafa) al infestar sus intestinos delgado y grueso. La infestación puede causar gastritis granulomatosa ulcerativa debilitante. Se encontraron gusanos juveniles en el huésped accidental (un organismo que generalmente no permite la transmisión al huésped definitivo) antequino pardo (Antechinus stuartii).

Húespedes de Australiformis semoni
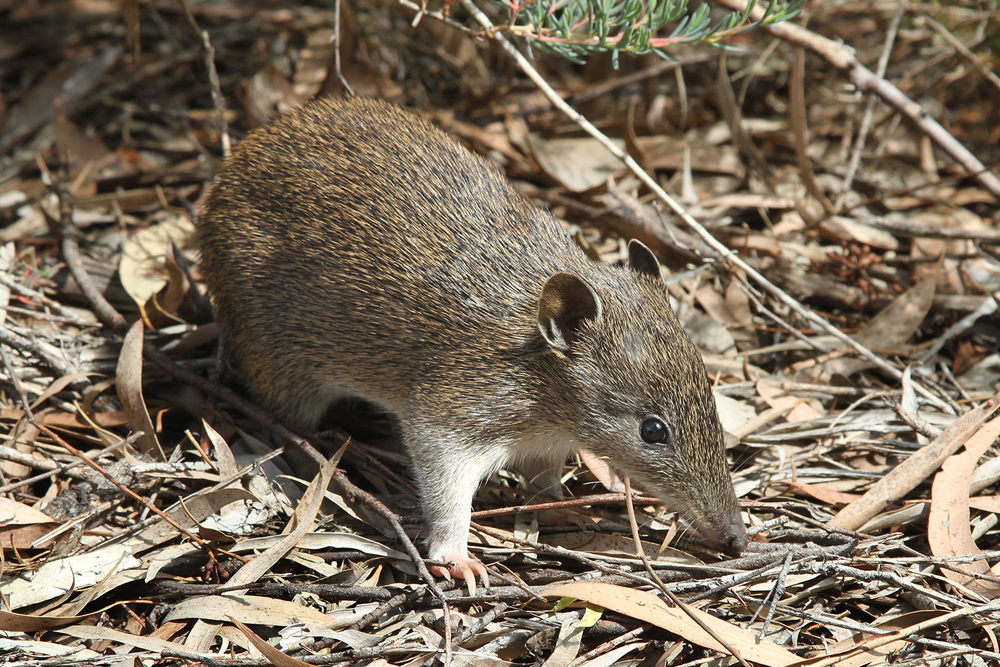
El bandicut marrón del sur es el huésped tipo del A. semoni.
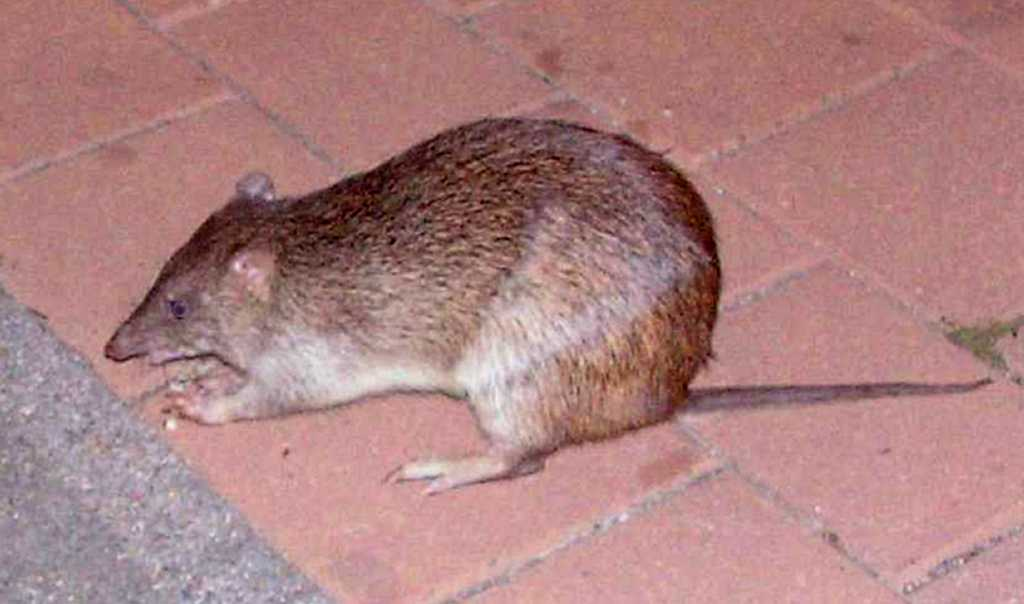
Bandicut marrón del norte
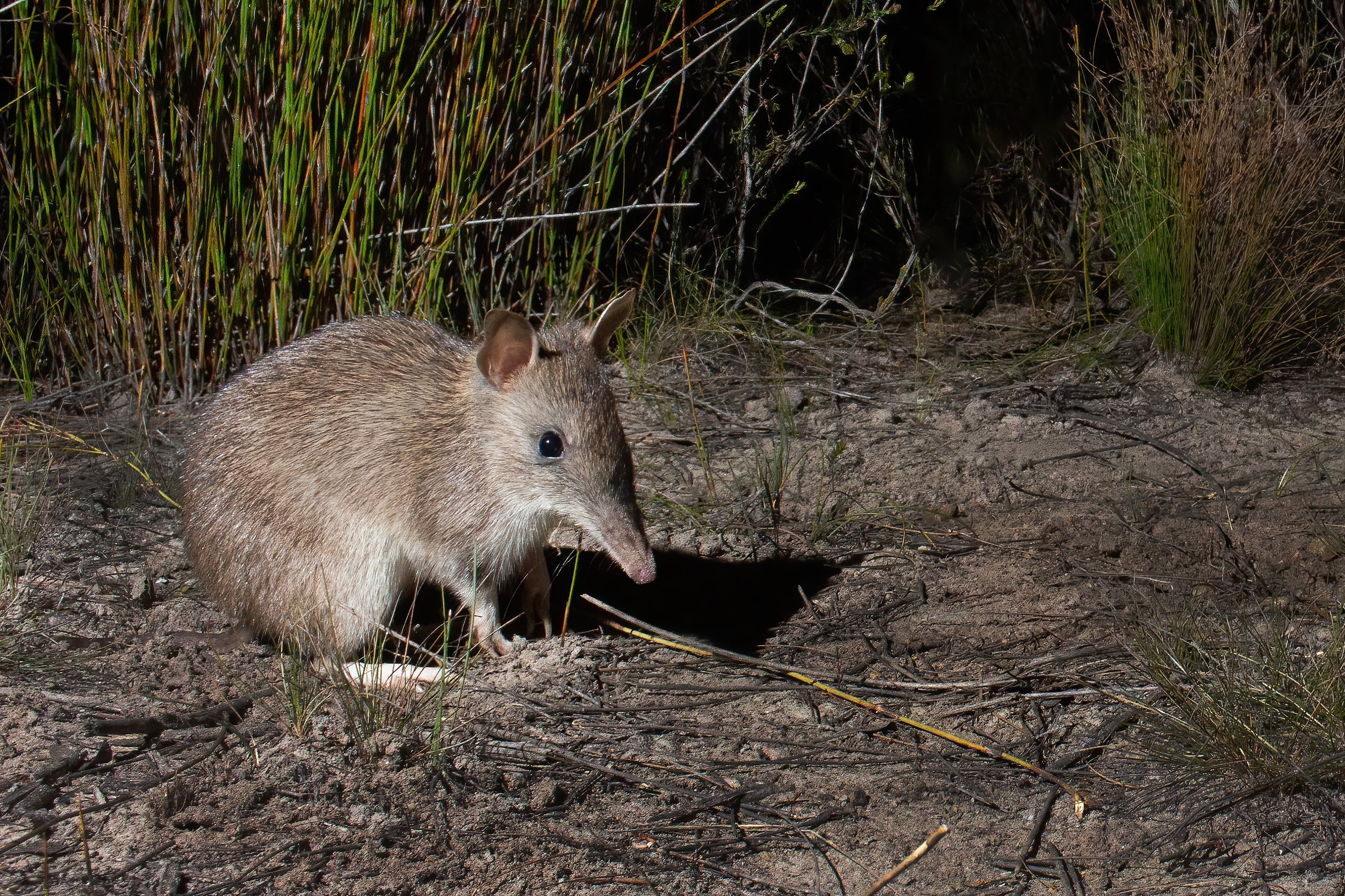
Bandicut de hocico largo
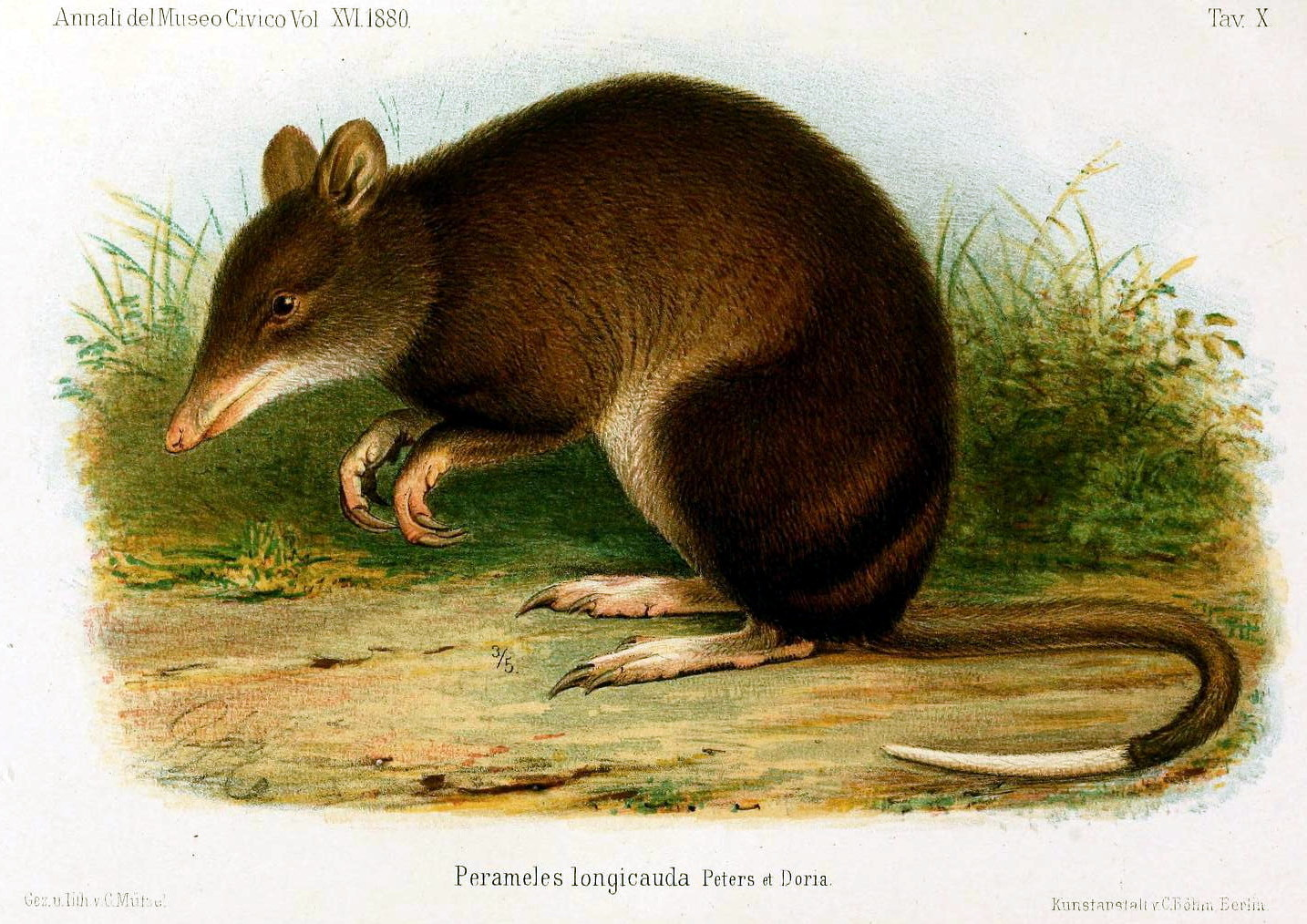
Bandicut rayado
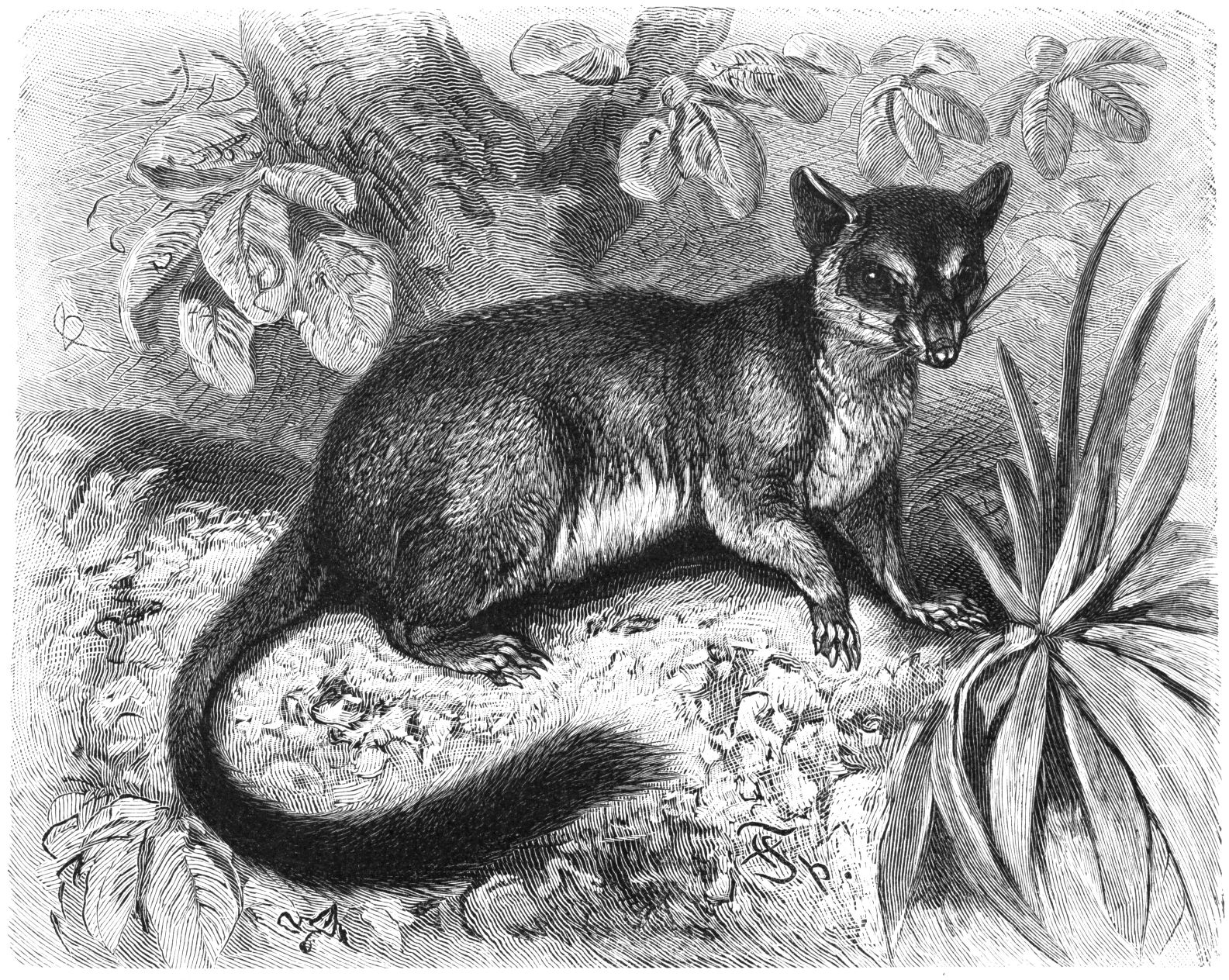
Fascogalo de cola de cepillo